# Розсохуватець
Розсохува́тець — село в Україні, в Підвисоцькій сільській громаді Голованівського району Кіровоградської області. Населення становить 477 осіб. Колишній орган місцевого самоврядування — Розсохуватецька сільська рада.

## Населення
Згідно з переписом УРСР 1989 року чисельність наявного населення села становила 592 особи, з яких 226 чоловіків та 366 жінок.
За переписом населення України 2001 року в селі мешкало 477 осіб.

### Мова
Розподіл населення за рідною мовою за даними перепису 2001 року:
| Мова       | Відсоток |
| ---------- | -------- |
| українська | 97,48 %  |
| російська  | 2,31 %   |
| молдовська | 0,21 %   |

## Уродженці
- Пересєкіна Олена Антонівна (нар. 1953) — радянська спортсменка, срібна призерка літніх Олімпійських ігор в Монреалі в 1976 році з академічного веслування.